# Daniel Inouye
Daniel Ken Inouye (Honolulu, Hawái; 7 de septiembre de 1924-Bethesda, Maryland; 17 de diciembre de 2012) fue un abogado y político estadounidense que se desempeñó como senador de los Estados Unidos por Hawái desde 1963 hasta su muerte en 2012. A partir de 1959, fue el primer representante de los Estados Unidos para el estado de Hawái. Miembro del Partido Demócrata, también se desempeñó como presidente pro tempore del Senado de los Estados Unidos desde 2010 hasta su muerte.
Inouye luchó en la Segunda Guerra Mundial como parte del 442º Regimiento de Infantería. Perdió su brazo derecho por una herida de granada y recibió varias condecoraciones militares, incluida la Medalla de Honor (el premio militar más importante de la nación), así como la estrella de bronce y el corazón púrpura entre otras condecoraciones. Más tarde obtuvo un título de J.D. de la Facultad de Derecho de la Universidad George Washington. Al regresar a Hawái, Inouye fue elegido para la Cámara de Representantes territorial de Hawái en 1953 y para el Senado territorial en 1957. Cuando Hawái logró la condición de estado en 1959, Inouye fue elegido como su primer miembro de la Cámara de Representantes de los Estados Unidos. Fue elegido por primera vez para el Senado de los Estados Unidos en 1962. Nunca perdió una elección en 58 años como funcionario electo y ejerció una influencia excepcionalmente grande en la política de Hawái.  

## Infancia y juventud
Inouye nació el 7 de septiembre de 1924 en Honolulu, Hawái, hijo de Kame y Inouye Hyotaro. Él es un nisei (japoneses-americanos), como el hijo de un padre inmigrante japonés y una madre cuyos padres también había emigrado de Japón. Se crio en Bingham, un enclave estadounidense de origen chino en la comunidad predominantemente japonesa-americana de Mōʻiliʻili en Honolulu. Se graduó de la Escuela de Honolulu Presidente William McKinley High.